# Hiptage condita
Hiptage condita är en tvåhjärtbladig växtart som beskrevs av William Grant Craib. Hiptage condita ingår i släktet Hiptage och familjen Malpighiaceae. Inga underarter finns listade i Catalogue of Life.